# Arachniodes puncticulata
Arachniodes puncticulata är en träjonväxtart som först beskrevs av Cornelis Rugier Willem Karel van Alderwerelt van Rosenburgh, och fick sitt nu gällande namn av Ren-Chang Ching. Arachniodes puncticulata ingår i släktet Arachniodes och familjen Dryopteridaceae. Inga underarter finns listade.